# Lesley Selander
Lesley Selander (n. 26 mai 1900, Los Angeles - 5 decembrie 1979, Los Alamitos, California) a fost un regizor american  de filme western și science-fiction. A regizat 127 de filme artistice și 15 episoade din 1936 până în 1968.

## Filmografie

### Filme
| - 1936: Empty Saddles - 1936: Boss Rider of Gun Creek - 1936: Ride 'Em Cowboy - 1937: The Barrier - 1937: Black Aces - 1937: Hopalong Rides Again - 1937: Smoke Tree Range - 1937: Left-Handed Law - 1937: Sandflow - 1938: Hopalong Cassidy - 1938: The Frontiersmen - 1938: The Mysterious Rider - 1938: Pride of the West - 1938: Bar 20 Justice - 1938: Heart of Arizona - 1938: Cassidy of Bar 20 - 1938: Partners of the Plains - 1939: Range War - 1939: The Renegade Trail - 1939: Heritage of the Desert - 1939: Silver on the Sage - 1939: Sunset Trail - 1940: Three Men from Texas - 1940: Knights of the Range - 1940: Cherokee Strip - 1940: Stagecoach War - 1940: Hidden Gold - 1940: The Light of Western Stars - 1940: Santa Fe Marshal - 1941: Riders of the Timberline - 1941: Stick to Your Guns - 1941: Wide Open Town - 1941: Pirates on Horseback - 1941: The Roundup - 1941: Doomed Caravan - 1942: Undercover Man - 1942: Lost Canyon - 1942: Red River Robin Hood - 1942: Bandit Ranger - 1942: Thundering Hoofs - 1943: Bar 20 - 1943: Colt Comrades - 1943: Buckskin Frontier - 1943: Riders of the Deadline - 1943: Border Patrol - 1944: Sheriff of Las Vegas - 1944: Firebrands of Arizona - 1944: Sheriff of Sundown - 1944: Cheyenne Wildcat - 1944: Stagecoach to Monterey - 1944: Bordertown Trail - 1944: Call of the Rockies - 1944: Forty Thieves - 1944: Lumberjack - 1945: The Fatal Witness - 1945: Jungle Raiders - 1945: Phantom of the Plains - 1945: Trail of Kit Carson - 1945: Three's a Crowd - 1945: The Vampire's Ghost - 1945: Great Stagecoach Robbery - 1946: Out California Way - 1946: Night Train to Memphis - 1946: Traffic in Crime - 1946: Passkey to Danger - 1946: The Catman of Paris - 1947: The Red Stallion - 1947: Blackmail | - 1947: Robin Hood of Texas - 1947: Saddle Pals - 1947: Last Frontier Uprising - 1947: The Pilgrim Lady - 1948: Indian Agent - 1948: Belle Starr's Daughter - 1948: Panhandle - 1948: Guns of Hate - 1949: Masked Raiders - 1949: The Mysterious Desperado - 1949: Stampede - 1949: The Sky Dragon - 1949: Rustlers - 1949: Brothers in the Saddle - 1949: Strike it Rich - 1950: Dakota Lil - 1950: Short Grass - 1950: The Kangaroo Kid - 1950: Rio Grande Patrol - 1950: Rider from Tucson - 1950: Storm Over Wyoming - 1950: Riders of the Range - 1951: Overland Telegraph - 1951: Flight to Mars - 1951: Pistol Harvest - 1951: The Highwayman - 1951: Gunplay - 1951: Cavalry Scout - 1951: I was an American Spy - 1951: Saddle Legion - 1951: Law of the Badlands - 1952: The Raiders - 1952: Battle Zone - 1952: Flat Top - 1952: Desert Passage - 1952: Road Agent - 1952: Trail Guide - 1952: Fort Osage - 1953: Fighter Attack - 1953: Fort Algiers - 1953: The Royal African Rifles - 1953: War Paint - 1953: Cow Country - 1953: Fort Vengeance - 1954: Return from the Sea - 1954: The Yellow Tomahawk - 1954: Arrow in the Dust - 1954: Dragonfly Squadron - 1955: Fort Yuma - 1955: Desert Sands - 1955: Tall Man Riding - 1955: Shotgun - 1956: Quincannon: Frontier Scout - 1956: The Broken Star - 1957: The Wayward Girl - 1957: Taming Sutton's Gal - 1957: Outlaw's Son - 1957: Revolt at Fort Laramie - 1957: Tomahawk Trail - 1958: The Lone Ranger and the Lost City of Gold - 1965: Town Tamer - 1965: Fort Courageous - 1965: War Party - 1965: Convict Stage - 1966: The Texican - 1967: Fort Utah - 1968: Arizona Bushwhackers |

### Serii
- 1952: Cowboy G-Men
- 1955–1959: Lassie
- 1957–1958: Fury
- 1956: Zane Grey Theater
- 1958: Cannonball
- 1959–1963: Laramie
- 1960: Overland Trail
- 1961–1962: The Tall Man
- 1966: Daniel Boone

### Asistent regizor
- 1936: Fury
- 1936: Moonlight Murder
- 1936: The Garden Murder Case
- 1936: Ceiling Zero
- 1935: A Night at the Opera
- 1934: What Every Woman Knows
- 1934: Paris Interlude
- 1934: The Thin Man
- 1934: Manhattan Melodrama
- 1934: Laughing Boy
- 1934: The Cat and the Fiddle
- 1933: The Warrior's Husband
- 1933: Broadway Bad
- 1932: Hat Check Girl
- 1931: The Spider
- 1931: A Holy Terror
- 1929: True Heaven, (ca Leslie Selander)
- 1928: Win That Girl, (ca Leslie Selander)
- 1928: Don't Marry, (ca R.L. Selander)
- 1928: Soft Living, (ca Leslie Selander)
- 1926: Napoleon, Jr.
- 1925: Durand of the Bad Lands
- 1925: Timber Wolf, (ca Leslie Selander)

### Altele
- 1954: Stage Coach War, ca regizor pentru materialele arhivate
- 1953: Wide Open Town, ca regizor pentru materialele arhivate
- 1952: Battle of the Buttes, ca regizor pentru materialele arhivate

### Cameraman
- 1925: Wolf Blood